# 광양마동초등학교
광양마동초등학교는 대한민국 전라남도 광양시에 있는 공립 초등학교이다.

## 학교 연혁
- 2002년 3월 1일 : 개교
- 2017년 : 학교 확장
- 2020년 8월 18일 : 복도&바닥&계단 타일 교체 작업

## 참고 자료
- 광양마동초등학교 - 한국교육학술정보원 학교알리미